# Leica
Leica és una casa alemanya dedicada a la fabricació d'instruments òptics d'alta precisió. El nom és la contracció de les paraules Leitz i càmera. El productor original de les càmeres, Ernst Leitz GmbH, compta amb tres empreses: Leica Camera AG, Leica Geosystems AG i Leica Microsystems GmbH, que fabriquen càmeres, equips geosurvey i microscopis, respectivament. Leica Microsystems GmbH és la propietària de la marca Leica i proporciona llicències a Leica Camera AG i a Leica Geosystems AG.

## Història de la fàbrica
De l'any 1907 a la dècada del 1950, es van construir els edificis que formaven part de la fàbrica de l'empresa Leica al carrer Ernst Leitz de Wetzlar i hi va romandre fins a l'any 1986, quan es va traslladar la fàbrica a la ciutat de Solms. La fàbrica de Wetzlar estava situada al costat oposat a l'edifici administratiu de 1957 i formen una arquitectura urbana especial; està aigües amunt del pendent de Kalsmunt i forma una graduació estructuralment atractiva des dels gratacels a les ruïnes del castell de Kalsmunt.
Ja en les últimes dècades del segle xix, Ernst Leitz i les seves instal·lacions de producció s'havien traslladat als vessants de Kalsmunt. En els primers anys, els edificis residencials i els tallers sobre el Laufdorfer Weg encara eren suficients.
Va ser al canvi de segle, quan la producció de dispositius òptics es va expandir tant que va originar els primers gratacels a la ciutat de Wetzlar. La part més antiga d'aquesta filera d'edificis de gran alçada està avui amagada per un nou edifici a la Schützenstraße. Els primers plans de l'arquitecte Jean Schmidt el 1907 mostren un edifici de maó sobre una base de pedra, que estava cobert per un sostre inclinat de mansarda i una teulada de pissarra. Tanmateix, el mateix any, es va decidir utilitzar la nova construcció d'esquelets de formigó i un disseny de façana més senzill. L'edifici de quatre plantes es divideix en sis grups de finestres, cadascun dels quals té tres finestres. Els patrons de paret estreta i els parapets lleugerament encastats resumeixen els tres pisos més baixos. El quart pis se separa visualment de la part inferior de l'edifici per una cornisa molt llunyana. A banda i banda de l'edifici central hi havia un "avant-corps" que tenia sostres alts. El pis de la mansarda es va anar expandint a mesura que també augmentava la producció i el nombre de treballadors. Només uns pocs anys després, Leitz va construir un edifici de gran alçada. Després de la planificació de Jean Schmidt, el contractista Robert Schneider va construir un edifici de quatre plantes el 1911.
L'edifici del soterrani era de formigó armat amb escales de maó. De nou, el pla original, que proporcionava una estructura horitzontal de l'edifici a través de la cornucòpia, va ser abandonat a favor d'un disseny de façana més senzill. A l'edifici de deu eixos, similar al gratacels més antic, els nivells inferiors estan agrupats per pilastres. L'espai entre els dos gratacels (els quals originalment, se'ls havia proporcionat d'edificis posteriors) havia de ser tancat per un altre edifici a principis dels anys trenta. Una vegada més, va ser Jean Schmidt, que va elaborar els plans per a un primer gratacel de set pisos. Els dibuixos de façanes encara existents mostren les columnes amb arcs de la planta baixa i que es troben encaixades entre una llarga banda de finestres de pilastres excessives. El disseny general mostra una barreja d'elements molt gràfics i restes de formes modernistes corbes que recorden els edificis de Joseph Maria Olbrich a Mathildenhöhe de Darmstadt.
El 1936, l'arquitecte va presentar un pla completament revisat. El pla ara estava format per vuit pisos per a la producció de la Leica. L'edifici va ser construït amb una construcció de formigó modelada a partir de les sales de producció d'Opel a Rüsselsheim, Zeiss a Jena i Wernerwerk a Berlín. Es podia accedir a totes les plantes mitjançant dues escales.
El govern de la ciutat i del districte finalment va aprovar una construcció de vuit plantes amb una loggia com a novè pis, que posteriorment es va tancar. A causa del paisatge urbà que caracteritzava la grandària de l'edifici, la planificació del govern del districte va ser rebutjada inicialment a causa d'un disseny exterior senzill i insatisfactori. Tot i així, l'edifici es va construir l'any 1938 entre els dos gratacels més antics. Al 1950, a l'oest del gratacel de 1911, es va afegir un gratacel de nou a deu pisos de construcció similar.

## Les càmeres Leica
Els primers prototips de Leica van ser desenvolupats per l'empresa Ernst Leitz durant els primers anys del segle xx, però el màrqueting no va començar fins a mitjan anys vint. Les Leica eren innovadores, orientant el marc de la imatge cap als costats de la pel·lícula de 35 mm enfront de la tradició cinematogràfica de tota la tira cinematogràfica. Les càmeres eren compactes amb lents col·lapsibles, per fer senderisme i anar en bicicleta. La funció de telèmetre es va afegir amb la Leica II durant el 1932, i aquest any es van posar al mercat càmeres de visor i visor amb lents intercanviables. El 1933, la Leica III va oferir controls d'obturador a velocitat lenta i una ràpida velocitat de l'obturador de 1/1000 s, i diverses iteracions de la sèrie III (a, b, c, d, f, i g) es van convertir en els models insígnia i els més venuts a finals de la dècada de 1950. Es van oferir altres iteracions dels models I i II, però no es van vendre bé.
Abans de la Segona Guerra Mundial, les Leica i les càmeres Contax de Zeiss Ikon (les quals eren la competència) es consideraven les millors càmeres de 35 mm, però després de la Segona Guerra Mundial les empreses tenien la competència de les còpies soviètiques i japoneses. Durant la dècada de 1950, la qualitat i la innovació japoneses, juntament amb preus baixos, van arrasar la indústria de les càmeres europees. Leica es va convertir en un tipus de càmera cara comprada majoritàriament per fotògrafs professionals o seriosos. No obstant això, l'aparició de la tecnologia de la càmera rèflex va deixar a Leica com a principal producte d'un segment de mercat decreixent. Leica ha mantingut un notable nom comercial al segle XXI.

## Història

### Abans de la Segona Guerra Mundial
Els primers prototips de la Leica amb pel·lícula de 35 mm van ser construïts per Oskar Barnack a Ernst Leitz Optische Werke, Wetzlar, el 1913, un model anomenat Ur. Destinada a ser una càmera compacta per a la fotografia de paisatge, especialment durant els camins de muntanya, la Leica va ser la primera càmera pràctica de 35 mm que va utilitzar el cinema estàndard de 35 mm. La Leica transporta la pel·lícula horitzontalment, estenent la mida del marc a 24×36 mm amb una relació d'aspecte 2:3, en lloc dels 18x24 mm de càmeres de cinema que transporten la pel·lícula verticalment. La reducció del format de la pel·lícula fotogràfica fins als 35 mil·límetres i l'evolució dels objectius van fer possible l'aparició de càmeres cada cop més petites i manejables.
La Leica va tenir diversos models, i el 1923 Barnack va convèncer el seu cap, Ernst Leitz II, per fer una sèrie de pre-producció de 31 càmeres per a la fàbrica i per a fotògrafs exteriors per provar. Tot i que els prototips van rebre una recepció mixta, Ernst Leitz va decidir produir la càmera el 1924. Va ser un èxit immediat quan es va presentar a la Fira de Primavera de Leipzig de 1925 com Leica I (per a la càmera Leitz). L'obturador del pla focal té un rang de 1/20 a 1/500 segons, a més d'una posició Z per Zeit (temps).
Barnack va concebre la Leica com una petita càmera que produïa un petit negatiu. Per fer grans fotos per ampliació (el concepte "petit negatiu, gran imatge"), cal que la càmera tingui lents d'alta qualitat que puguin generar negatius ben definits. Barnack va provar un Zeiss Tessar en la seva primera càmera de prototip, però a causa que el Tessar va ser dissenyat per al format cinematogràfic de 18×24 mm, va cobrir inadequadament els negatius de 24×36 mm de Leica. Barnack va recórrer a un lector Leitz Mikro-Summar 1:4,5/42 mm per al prototip, però per aconseguir la resolució necessària per a una ampliació satisfactòria, el format de 24x36 mm necessitava una lent dissenyada especialment per a això. La primera lent de Leica era un disseny de 50 mm f/3.5 basat en el "Cooke triplet" de 1893, adaptat per Max Berek a Leitz. La lent té cinc elements en tres grups -el tercer grup sent tres elements cimentats- inicialment anomenat Leitz Anastigmat. A diferència d'altres trigèmins, el Leitz Anastigmat té el diafragma entre el primer i el segon elements. Quan la Leica va ser venuda per primera vegada, aquesta lent es va canviar al nom d'ELMAX, per E Leitz i MAX Berek. El 1925, els laboratoris Leitz havien produït vidres amb propietats òptiques millorades, i el professor Berek va dissenyar una versió millorada de l'ELMAX anomenada ELMAR que tenia quatre elements en tres grups. El tercer grup es va simplificar a dos elements cimentats, que era més fàcil i més econòmic. El professor Berek tenia dos gossos, Hektor i Rex. El primer d'ells, Hektor, va donar el seu nom a una sèrie de lents de Leica, i el nom del segon va aparèixer en el SummaREX.
El 1930 es va produir la Leica I Schraubgewinde, amb un sistema de lents intercambiable basat en un cargol de 39 mm de diàmetre, sovint anomenat "Leica Thread Mount" o LTM. A més de la lent normal de 50 mm, un angle de 35 mm d'amplada i una lent de teleobjectiu de 135 mm estaven disponibles inicialment. Durant mitjans de la dècada de 1930, es va dissenyar un mític objectiu de focus suau, el Thambar 90 mm f/2.2, i va fer poques vendes entre 1935 i 1949, no més de 3000 unitats. Ara és un element poc habitual del col·leccionista.
La Leica II es va produir per primera vegada el 1932, amb un separador de rang integrat unit al mecanisme de focus. Aquest model té un visor separat (que mostra una imatge reduïda) i un visor de distàncies. El 1932, la brida al pla de filmació es va estandarditzar a 28,8 mm, primer implementada al model Leica C i al Leica Standard el proper any.
La Leica III va afegir velocitats d'obturador lentes fins a 1 segon, i el model IIIa va afegir la velocitat d'obturació de 1/1000. El IIIa és l'últim model realitzat abans de la mort de Barnack i, per tant, l'últim model pel qual era totalment responsable. Leitz va continuar refinant el disseny original fins a 1957. La versió final, l'IIIg, inclou un gran visor amb diversos framelines. Tots aquests models tenen una combinació funcional de dials circulars i finestres quadrades.
Les primeres càmeres Leica porten les inicials DRP, que significa Deutsches Reichspatent, el nom de les patents alemanyes abans de maig de 1945. Aquesta és probablement una referència a la patent alemanya N° 384071 "Rollfilmkamera" atorgada a Ernst Leitz, Optische Werke a Wetzlar, el 3 de novembre 1923.

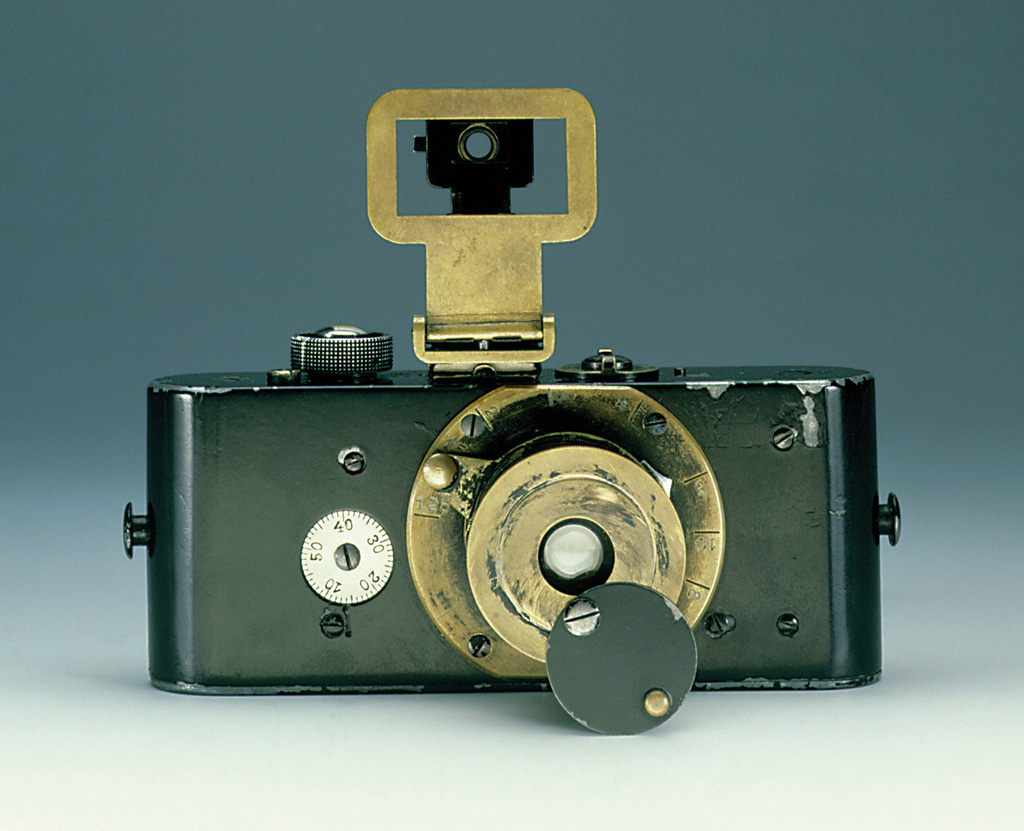
Ur-Leica ("Leica original") de 1914
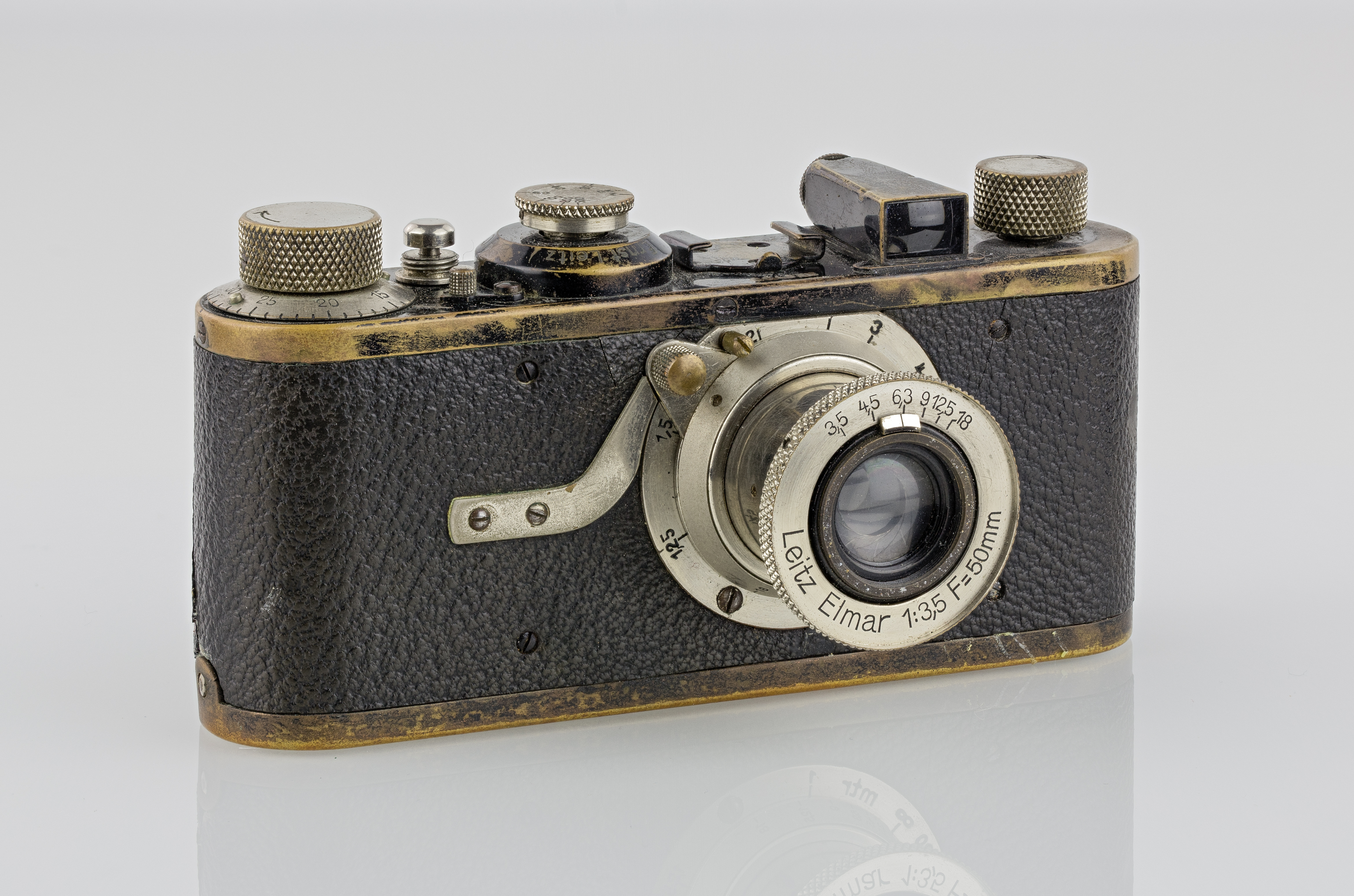
Leica I, 1927
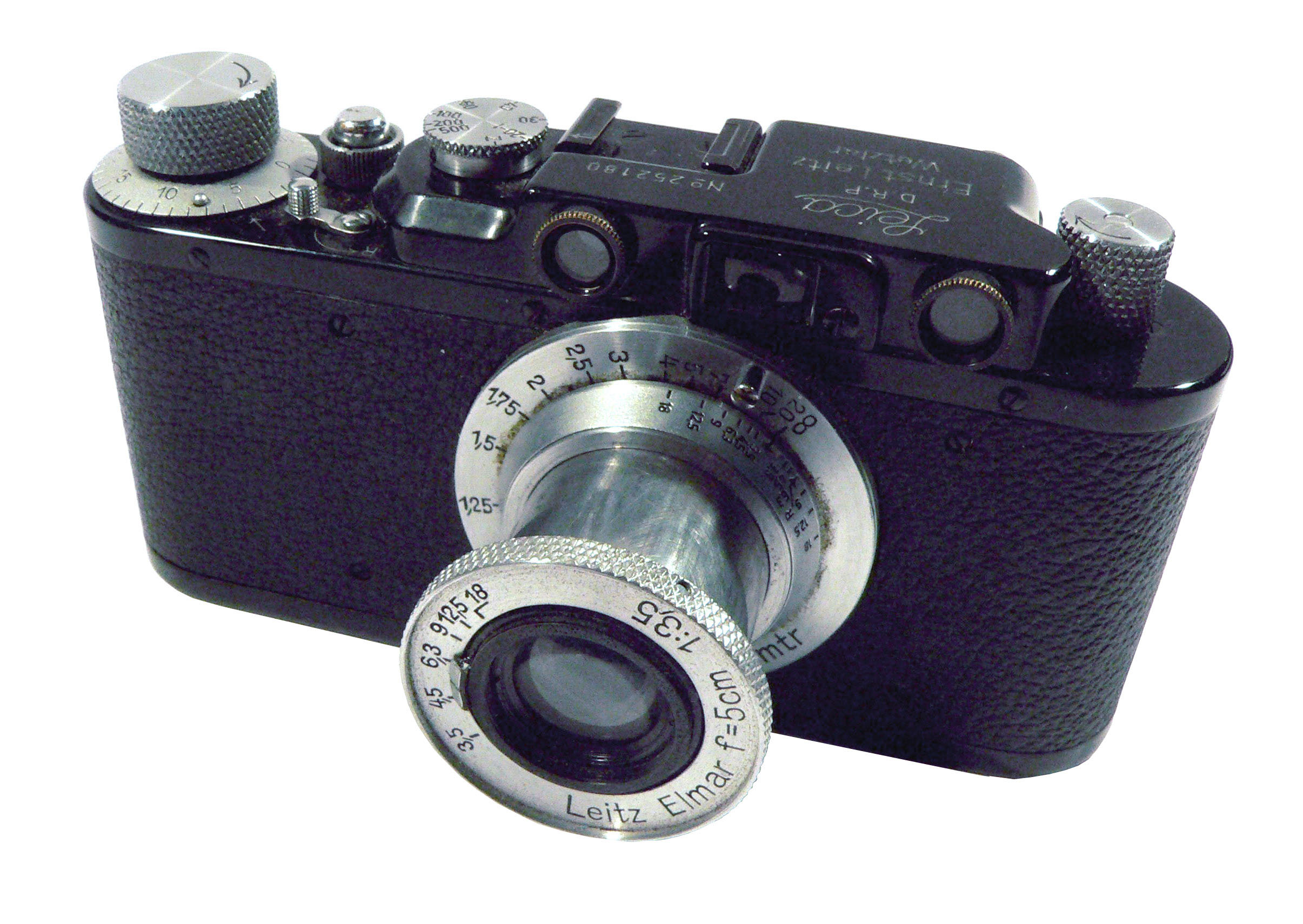
Leica II (1932) amb telèmetre integrat
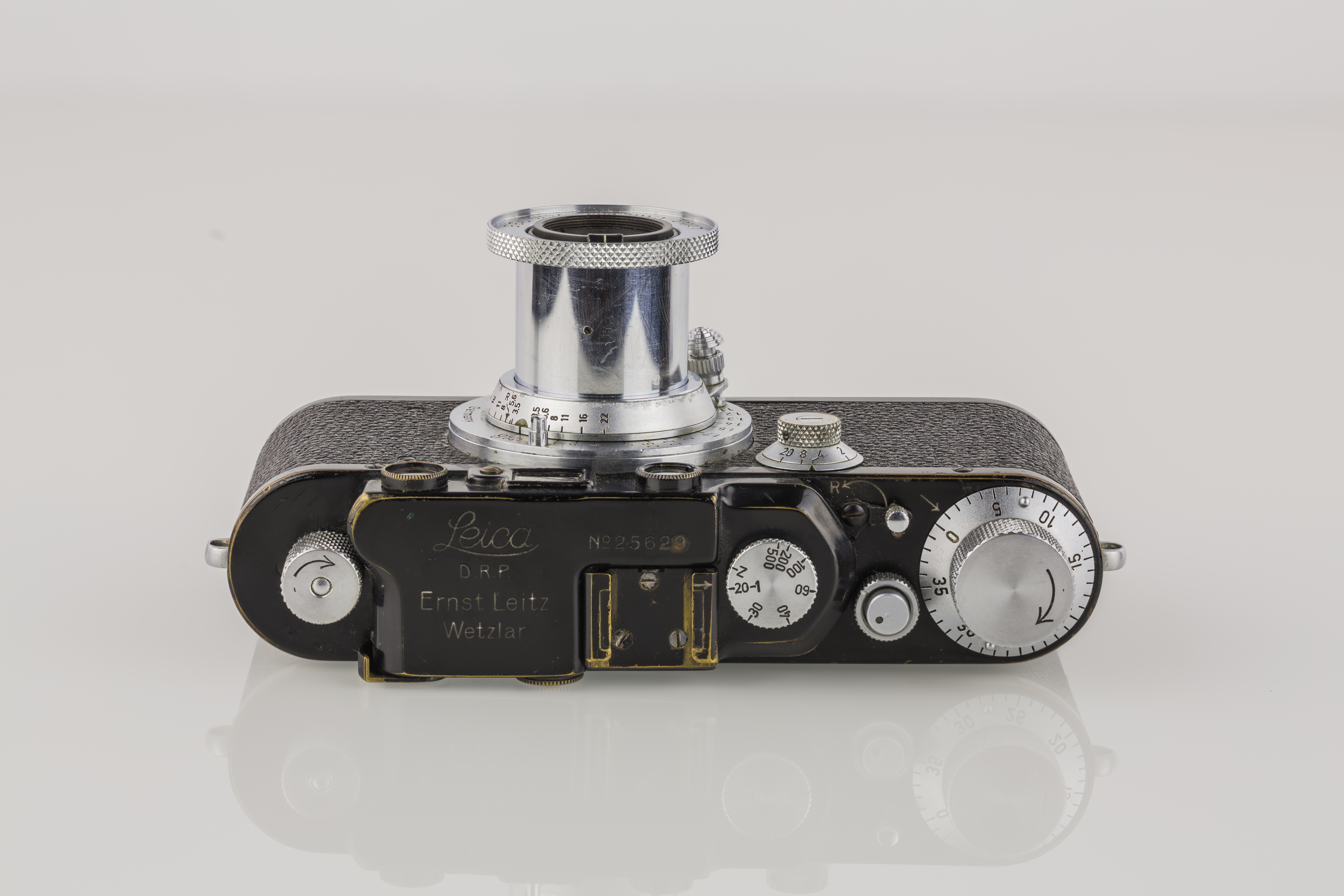
Leica III
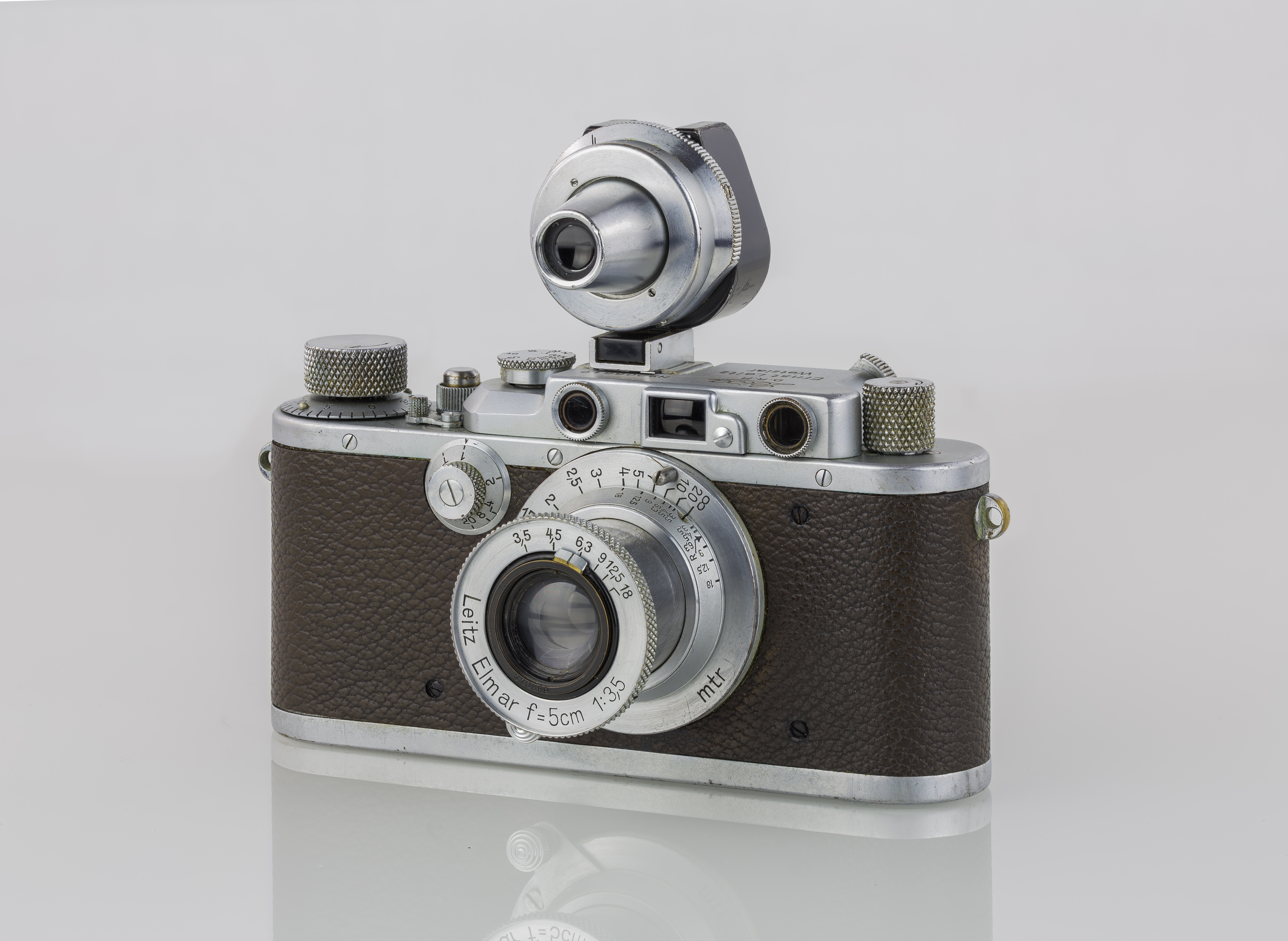
Leica IIIa

La companyia sempre havia tingut polítiques laborals progressives que fomentaven la retenció de treballadors qualificats, molts d'ells jueus. Ernst Leitz II, que va començar a gestionar l'empresa el 1920, va respondre a l'elecció de Hitler el 1933, ajudant els jueus a abandonar Alemanya "assignant" centenars (fins i tot si no eren empleats) a oficines de vendes a l'estranger on se'ls ajudava a trobar feina. L'esforç es va intensificar després de "la nit dels vidres trencats o Kristallnacht" el 1938, fins que es van tancar les fronteres al setembre de 1939. L'extensió del que es coneixia com a "Tren de la llibertat de Leica" només es va fer públic després de la seva mort, molt després de la guerra.

### Després de la Segona Guerra Mundial
Després de la guerra, Leitz va continuar produint les últimes versions de Leica II i Leica III fins a la dècada de 1950. No obstant això, el 1954 Leitz va introduir la Leica M3, amb el nou Leica M mount, una muntura de lents com una baioneta. La nova càmera també va combinar el visor i el telèmetre en un visor gran i brillant amb una imatge doble més brillant al centre. Aquest sistema també va introduir un sistema de compensació de paral·laxi i un nou obturador de pla focal de goma i més fiable. Leica continuarà refinant aquest model (les últimes versions són MP i MA, ambdues tenen marcs per a lents de 28, 35, 50, 75, 90 i 135 mm, que es mostren automàticament després del muntatge).
Els models de postguerra porten les inicials DBP, per a la Deutsches Bundespatent (patent alemanya federal), en comptes de la patent DRP (patró de Deutsches Reich) que es troba en models anteriors a la guerra. Una sèrie d'empreses de càmeres van construir models basats en el disseny del rang de Leica. Aquests inclouen el Leotax, Nicca i els primers models de Canon al Japó, Kardon als EUA, el Reid a Anglaterra i el FED i Zorki a la URSS.

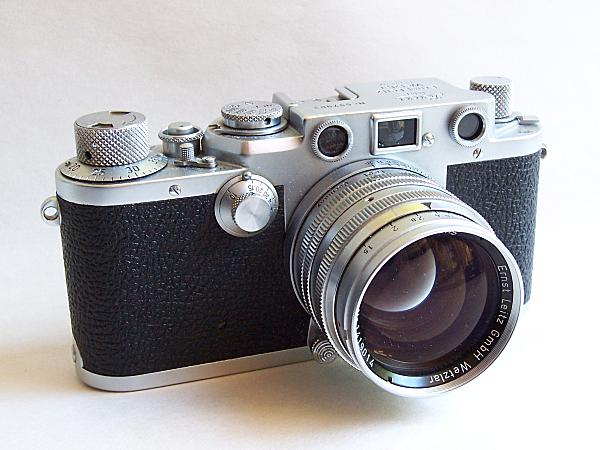
Leica IIIf (1950) amb un 50mm f/1.5
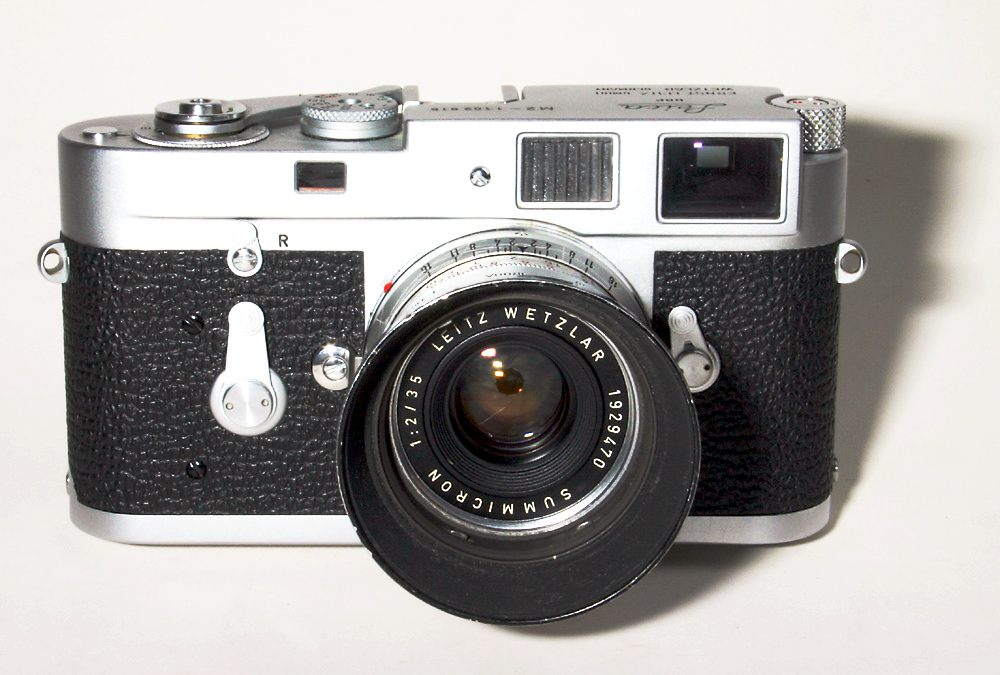
Leica M2
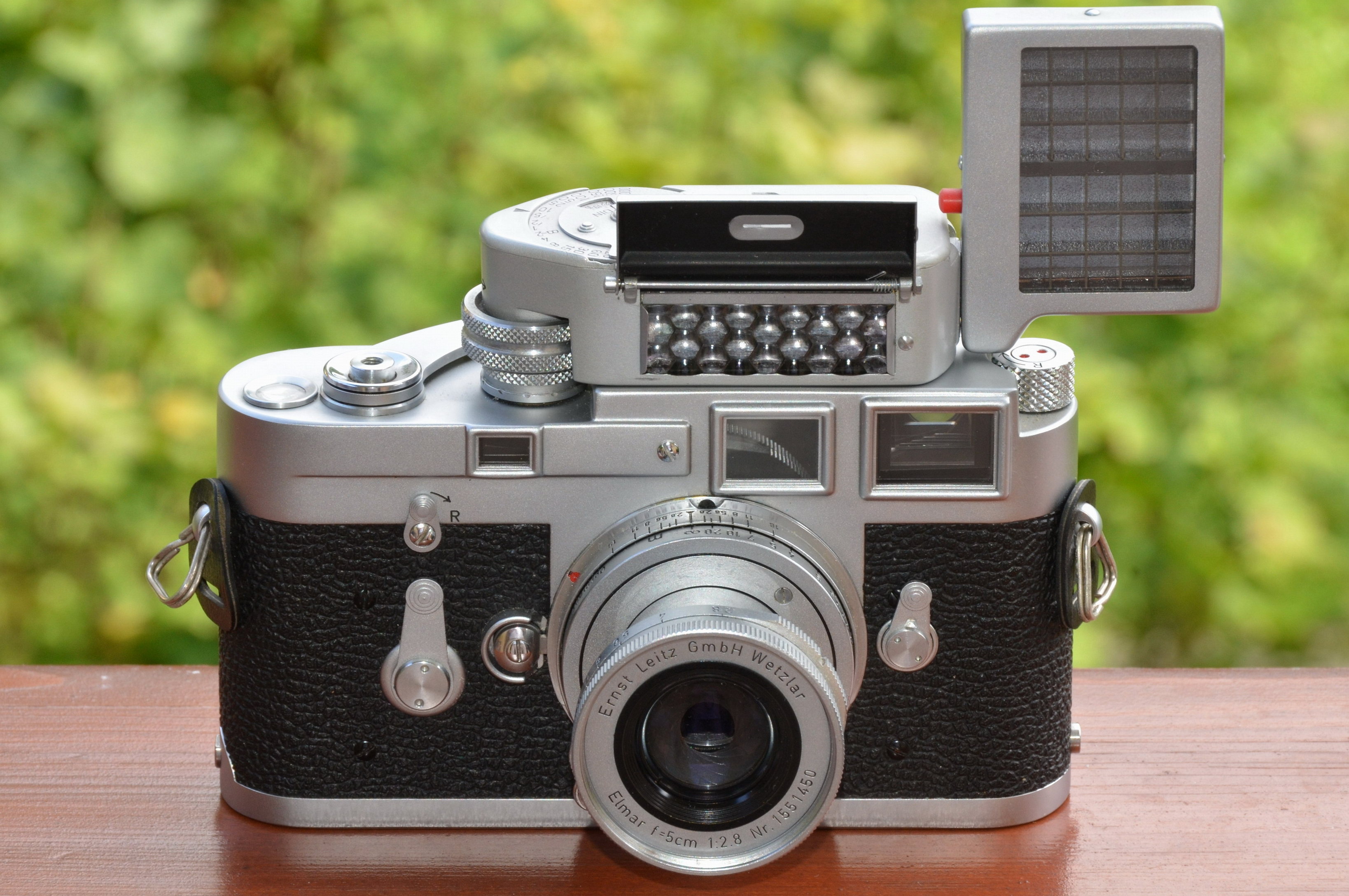
Leica M3 chrome Singlestroke amb Leica-Meter M i Elmar f=5cm 2,8
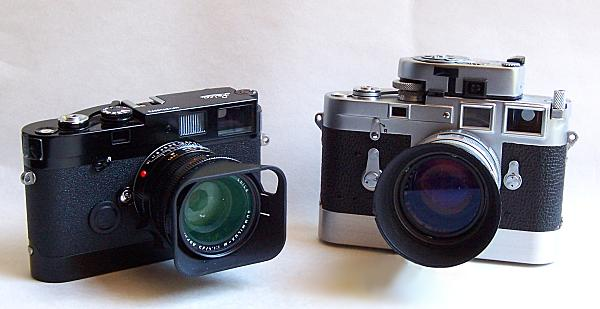
MP (2003) i M3 (1954)
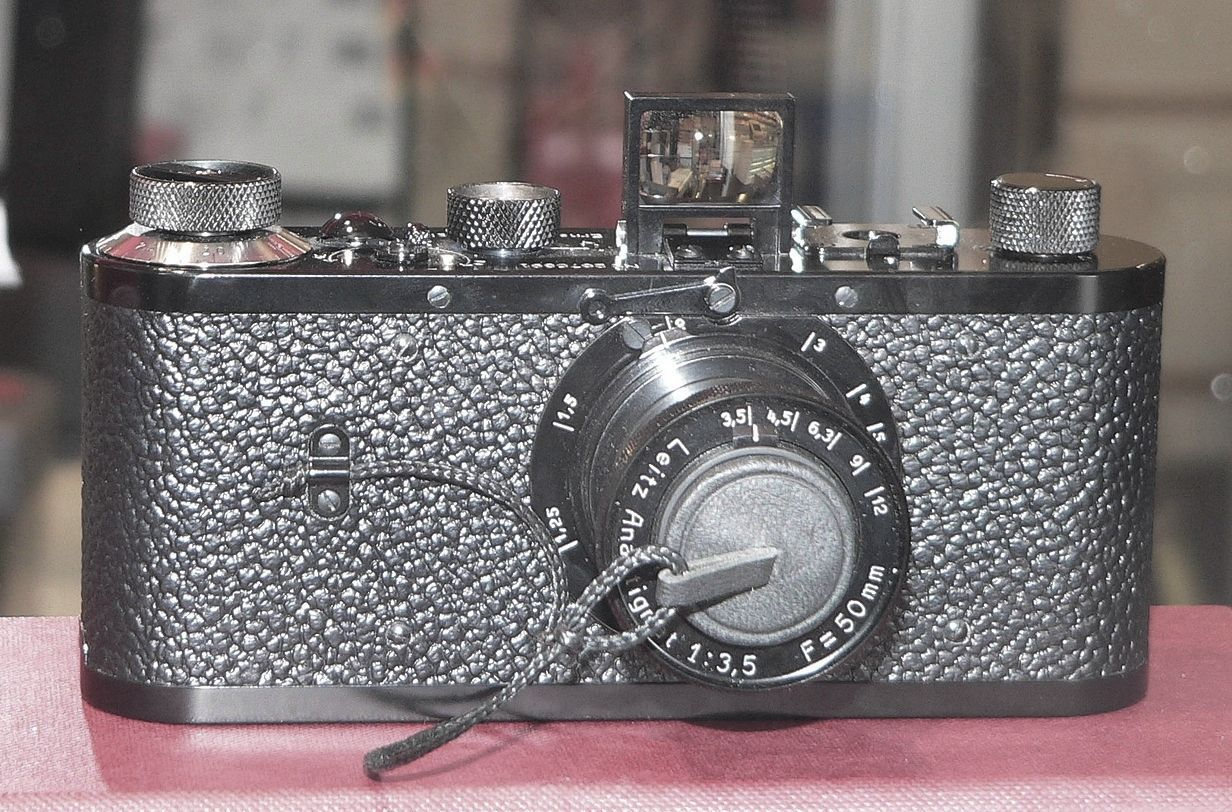
Leica 0, reedició moderna de l'original

### Càmeres reflex
A partir de 1964, Leica va produir una sèrie de càmeres reflex, començant per Leicaflex, seguit de Leicaflex SL'', Leicaflex SL2, i després la sèrie R de R3 a R7, realitzades en col·laboració amb la Corporació Minolta. El Leica R8 va ser dissenyat i fabricat íntegrament per Leica. El model final va ser el Leica R9. Leica va ser lent per produir un model d'exposició automàtica, i mai va fer un model Leica R que incloïa un enfocament automàtic. El lloc web oficial de Leica va anunciar (25 de març de 2009) que la sèrie R ha estat interrompuda. El motiu va ser que "els nous desenvolupaments de la càmera han afectat de manera significativa les vendes de càmeres i lents Leica R que donen lloc a una disminució espectacular del nombre de vendes. Malauradament, per tant, ja no hi ha una base econòmica per mantenir el Sistema Leica R en el programa de producció de Leica".
El intermediari entre el Leica Rangefinder i les SLR Leicas va ser el Leica Visoflex System, una caixa de miralls reflectors que s'adjunta al muntatge de la lents dels telèmetres Leica (es van fer versions separades pels "objectius" i els cossos de la sèrie M) i les lents fetes especialment per al Sistema Visoflex. En lloc d'utilitzar el telèmetre de la càmera, el focus es va aconseguir a través d'una pantalla. Un acoblament va alliberar tant el mirall com l'obturador per fer l'exposició. Els telèmetres de la càmera estan inherents a la capacitat d'enfocar les lents de llarga distància focal i la caixa amb miralls permet una major llargada de les lents. Al llarg de la seva història, Leitz ha estat responsable de nombroses innovacions òptiques, com ara lents de producció asfèrica.
El sistema de reflex més antic de Leica va ser el PLOOT (codi de cinc lletres de Leitz per als seus productes), anunciat el 1935, juntament amb la lent Telyt de 200 mm/4.5. Aquesta data és significativa perquè posa a Leica entre els pioners del SLR de 35 mm. A més, fins a la introducció del Leicaflex de 1964, PLOOT i Visoflex eren les úniques ofertes de SLR de Leica. Un PLOOT redissenyat va ser presentat per Leica el 1951 com el Visoflex I. Això va ser seguit per un Visoflex II molt més compacte el 1960 (que era l'única versió de Visoflex disponible tant en LTM com en M-bayonet) i el Visoflex III amb mirall de retorn instantani el 1964. Les lents de Leica per al sistema Visoflex incloïen longituds focals de 65, 180 (rares), 200, 280, 400, 560 i 800 mm. A més, es podien eliminar els grups òptics de moltes lents de telèmetres i connectar-se a la Visoflex mitjançant un sistema d'adaptadors. El sistema Visoflex va ser interromput el 1984.
Leica va oferir una àmplia gamma d'accessoris. Per exemple, les lents LTM es podien utilitzar fàcilment a les càmeres M mitjançant un adaptador. De la mateixa manera, es podrien utilitzar lents Visoflex a les càmeres Leicaflex i R amb un adaptador. A més, determinades lents LTM i M van presentar grups òptics extraïbles que podien muntar-se mitjançant adaptadors del sistema Visoflex, per la qual cosa es podien utilitzar com a lents de distància o làser SLR per a càmeres de visor de muntatge Screwmount i M, a més de ser utilitzables en Leicaflex i càmeres R. Leica també va oferir sistemes d'enfocament, com ara el Focorapid i el Televit, que podrien substituir les muntures helicoides de determinades lents per a la fotografia esportiva i de vida natural.

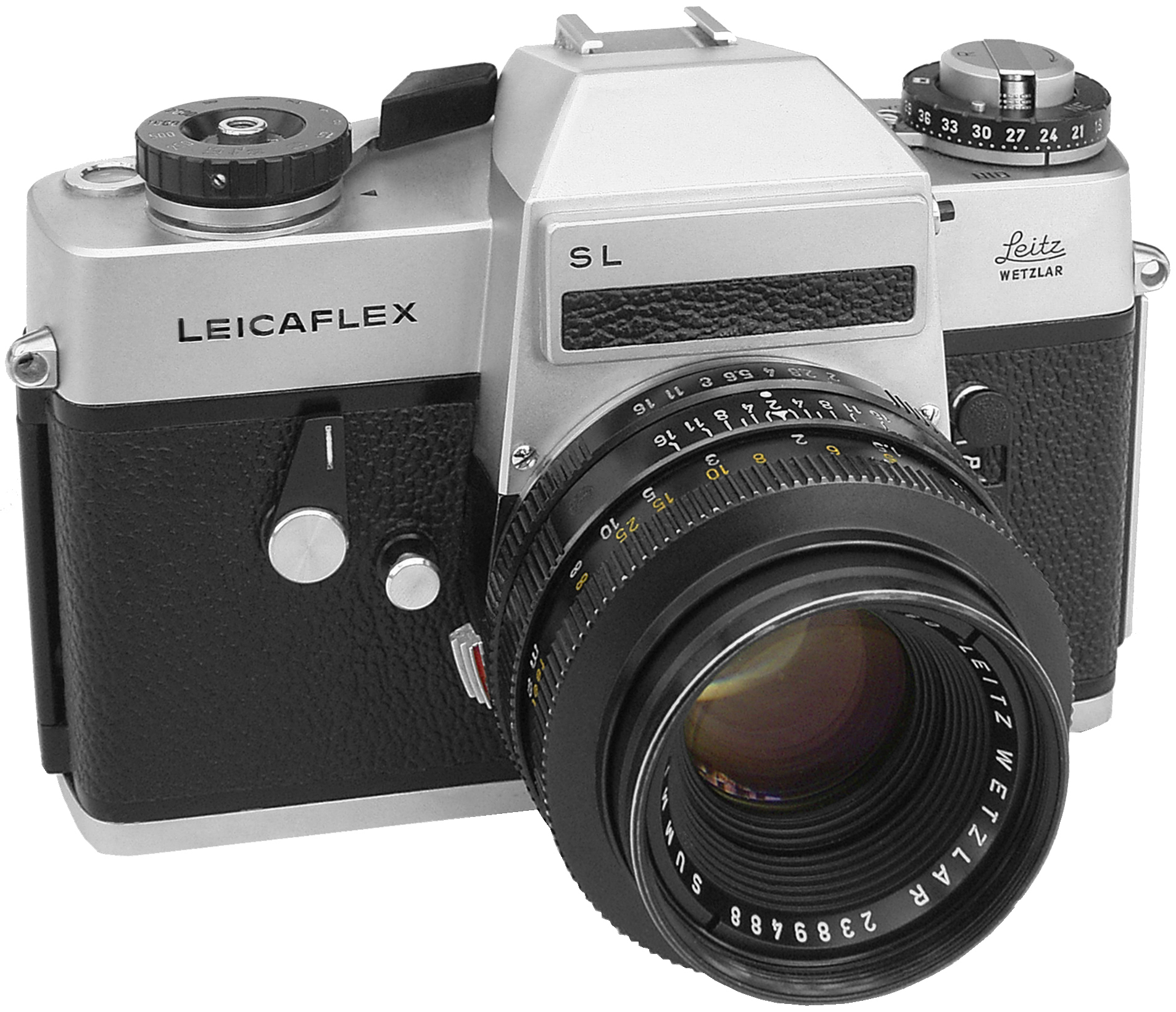
Leicaflex SL
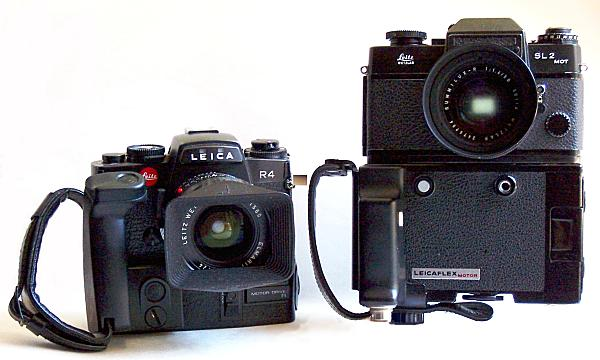
Leica R4 (1980) i Leica SL2 MOT (1974)
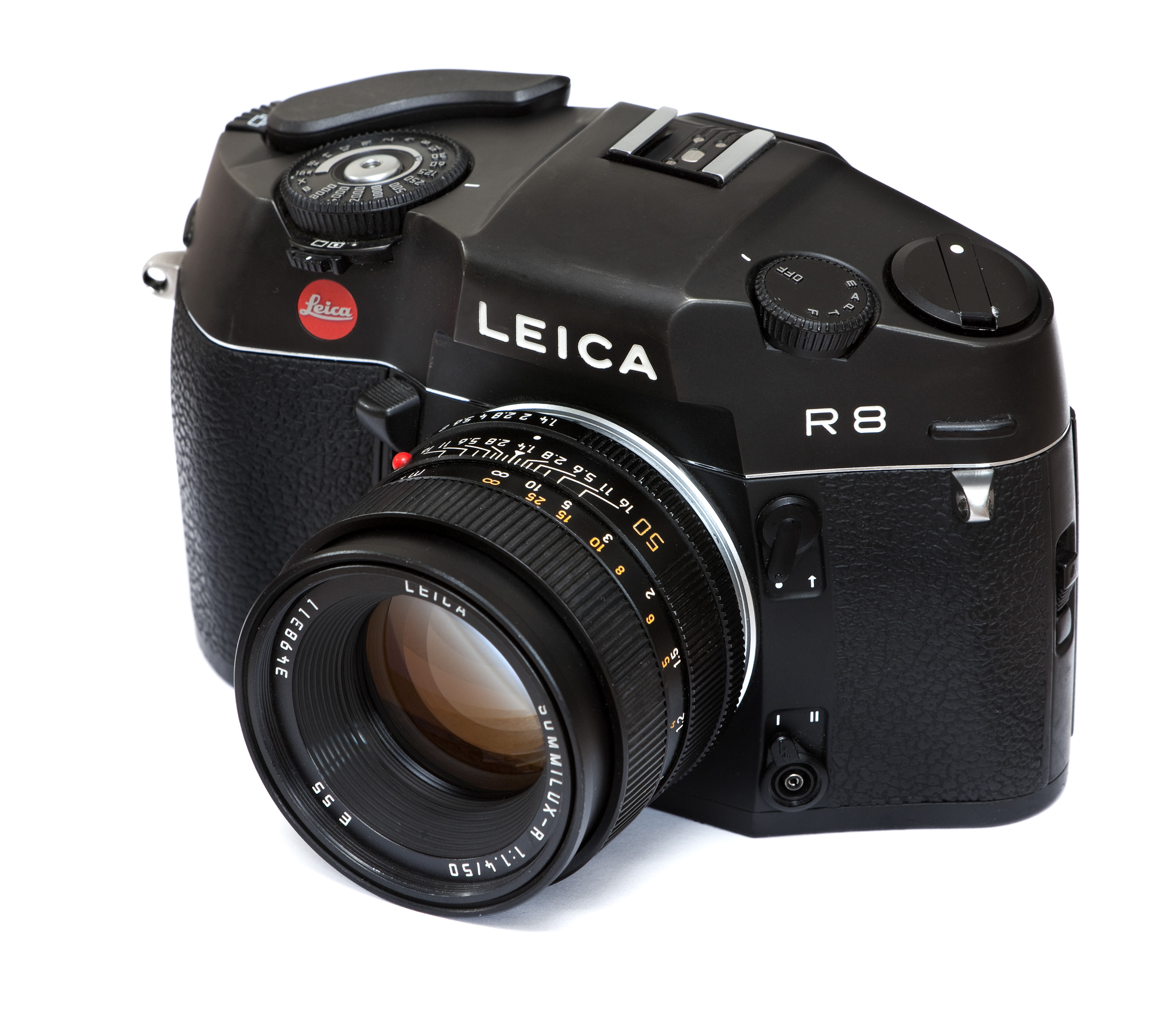
Leica R8
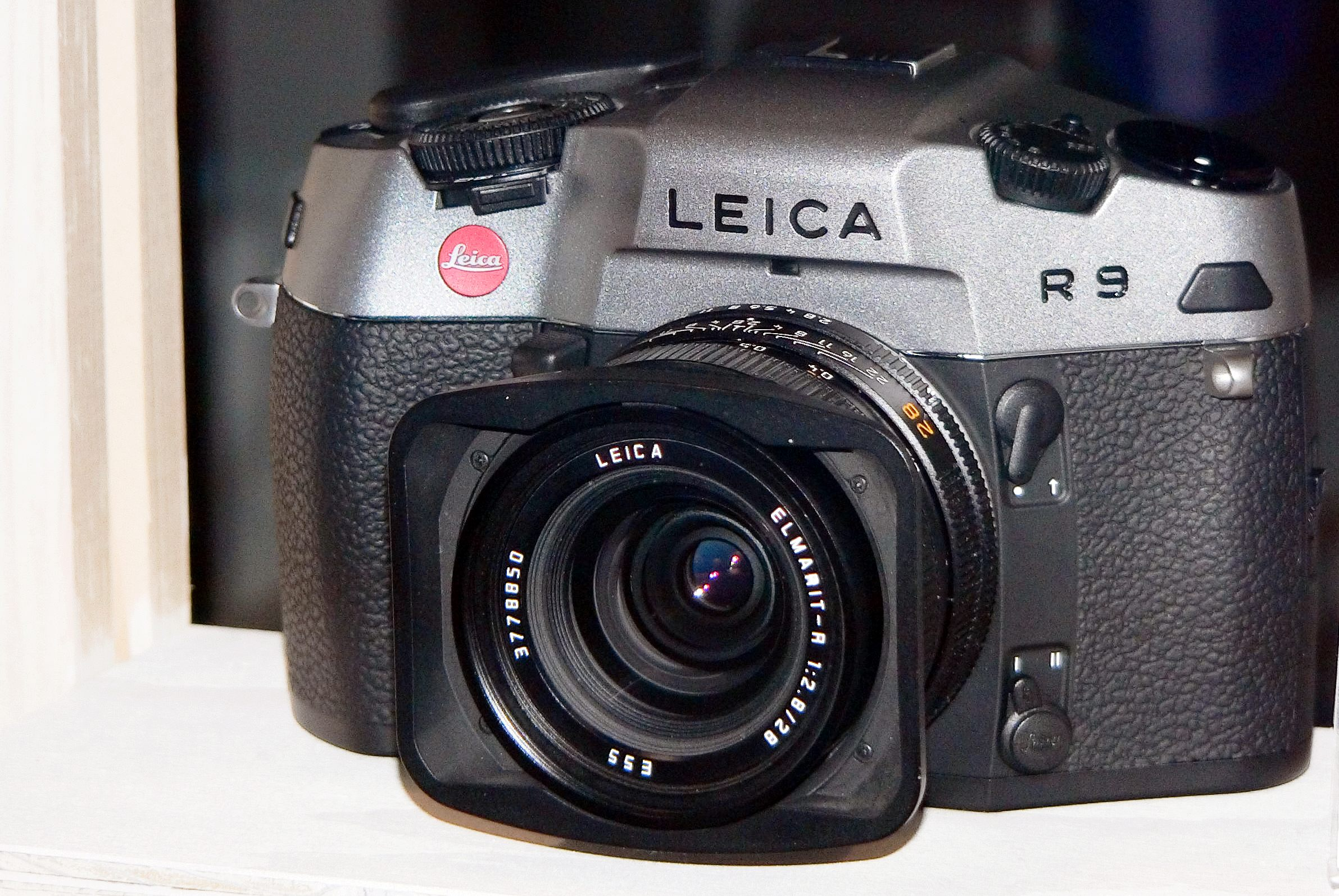
Leica R9
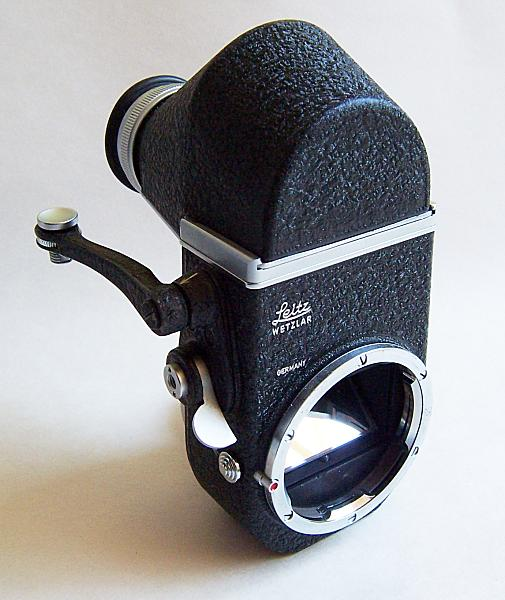
Leica Visoflex II (1960)
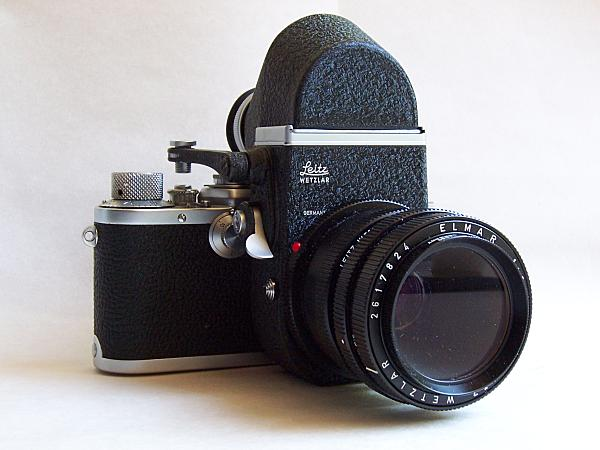
Leica Visoflex II en una Leica IIIf amb 65 mm f/3.5 Elmarit
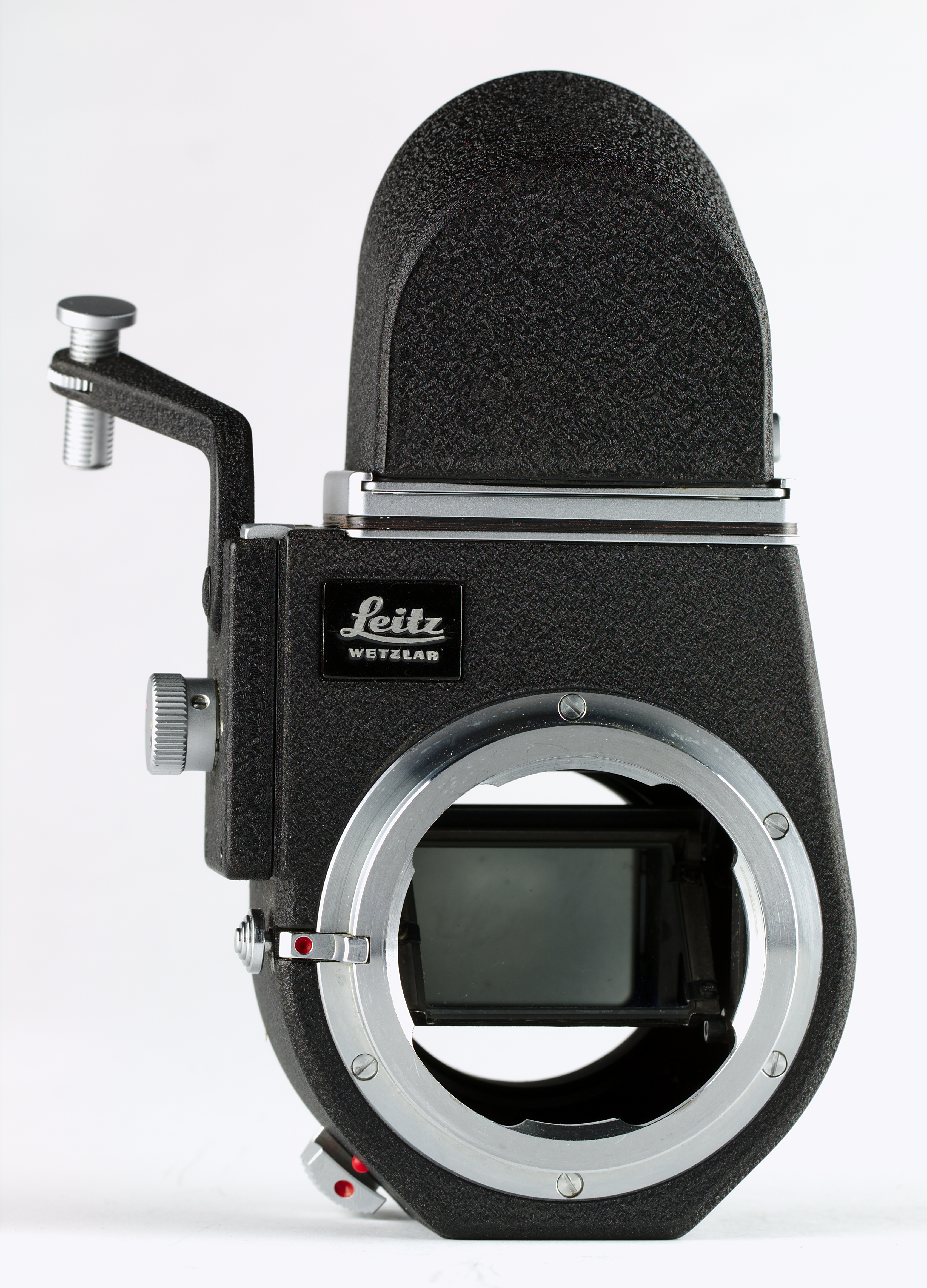
Visoflex III

### Canvis dins l'empresa
El 1986, l'empresa Leitz va canviar el seu nom a Leica (Leitz Camera), a causa de la fama del nom comercial de Leica. En aquest moment, Leica va traslladar la fàbrica de Wetzlar a la propera ciutat de Solms. El 1996, Leica Camera es va separar del grup Leica i es va convertir en una empresa de titularitat pública. El grup Leica es va dividir en 1998 en dues unitats independents: Leica Microsystems i Leica Geosystems.
L'1 d'octubre de 2012, Leica Camera AG va deixar de cotitzar a la Borsa de Frankfurt després que Lisa Germany Holding GmbH adquirís les restants accions minoritàries, de manera que la companyia va passar a ser privada. El 26 de novembre de 2013, Leica Camera AG va anunciar la compra de Sinar Photography AG, Zurich, els fabricants suïssos de càmeres. Al maig de 2014, Leica Camera AG va acabar de construir una nova fàbrica a Am Leitz Park 1 a la nova part industrial de Wetzlar i es va traslladar a la ciutat on va començar.

## Ús
Leica està especialment relacionada amb la fotografia del carrer, especialment a mitjans del segle xx, sent utilitzada per fotògrafs tan destacats com Henri Cartier-Bresson, Elliott Erwitt, Robert Frank, Robert Capa, Bruce Gilden, Bruce Davidson, Inge Morath, Martine Franck, Sebastião Salgado, Alex Webb, Joel Meyerowitz, Garry Winogrand, Mark Cohen i Ralph Gibson.
També va ser utilitzat pels periodistes fotogràfics de la guerra com Larry Burrows.
Leica també fa una línia de lents cinematogràfiques utilitzades per a projectes cinematogràfics. El febrer de 2015, el seu equip de disseny va obtenir el premi Academy Scientific and Engineering per al disseny òptic i mecànic de les lents Leica Summilux-C.

## Paper en el comerç d'antiguitats
Les càmeres Leica, lents, accessoris i documents (com manuals) són col·leccionables. Hi ha dotzenes de llibres de Leica i guies de col·leccionista, en particular el Leica de tres volums, una Història Il·lustrada de James L. Lager. Les primeres o càmeres rares i accessoris poden tenir preus molt alts. Per exemple, un comprador anònim va guanyar una subhasta per una rara càmera Leica de 1923 que es va vendre per 2,6 milions d'euros (2,8 milions de dòlars) en una subhasta a Viena. Cal destacar que les càmeres Leica que tenen marques militars esportives són molt valorades, això va iniciar un mercat per a les còpies soviètiques renovades amb marques falses.

## Leica i Panasonic
Les lents de marca Leica, com ara algunes lents Nocticron o Elmarit, s'utilitzen en moltes càmeres digitals Panasonic (Matsushita) (Lumix) i gravadores de vídeo des de 1995. Els models Panasonic/Leica van ser els primers a incorporar l'estabilització d'imatge òptica en les seves càmeres digitals.

## Leica i Valbray
L'any 2014, per commemorar el 100è aniversari de la càmera Leica, es van associar amb el fabricant de rellotges suïssos Valbray per desenvolupar un rellotge de cronògraf d'edició limitada amb la marca de Valbray, inspirada en l'obertura de Leica.

## Leica i Huawei
L'any 2016, Leica inicià un projecte de co-enginyeria amb la multinacional xinesa Huawei per fabricar telèfons mòbils amb una càmera de qualitat. El projecte es va iniciar amb el model Huawei P9 de càmera duple amb la campanya de "reinvent smartphone photography". Una de les càmeres era de sensor RGB i l'altre era monocromàtic, ambdues de 12 megapíxels. Malgrat les grans expectatives del públic de poder tenir una càmera d'alta qualitat integrada en un smartphone, va rebre fortes crítiques al descobrir-se que la càmera havia estat elaborada per Sunny Optics i no a les fàbriques de Leica (tot i que mai havien comunicat que les fabricaria la pròpia companyia).
L'any 2017 es va llançar un nou model, el Huawei P10. Aquest darrer model inclou un sensor RGB de 12 megapíxels i un segon sensor monocromàtic de 20 megapíxels. També incorpora objectius més lluminosos i estabilitzadors òptics, la qual cosa implica una gran millora en la qualitat i fidelitat del color de la imatge. Al tractar-se d'un objectiu més lluminós (f/2,2), aconsegueix controlar una sensibilitat ISO elevada. El model Huawei P10 Plus gaudeix encara més d'aquest aspecte, ja que l'objectiu té una lluminositat de f/1,8.
El Huawei Mate P20 és el model més avançat de la marca, amb un sistema de triple càmera Leica. Combina una lent amb sensor RGB de 40 megapíxels, un teleobjectiu de 8 megapíxels i un ultra gran angular de 20 megapíxels.

## Sèries de Leica
Les càmeres es divideixen en quatre sèries:
- M (telemètriques), últim model la Leica M de 2012
- R (SLR), últim model la R9 de 2002
- S (format mitjà), últim model S2 de 2009
- X compacta amb sensor APS-C, primer model el X1, presentat a finals de 2009. El van seguir la X2 i X Vari (aquesta última amb zoom).
- T compacta amb sensor APS-C i objectius intercanviables autofocus. Pantalla tàctil. Llançada el 2014.
- Altres càmeres Leica actuals o recents (des de 2002) són modificacions de les Panasonic Lumix (Leica C-Lux, D-Lux, Digilux i V-Lux). Alguns models digitals anteriors (els primers Digilux cap 1998-2000) van estar basats en Fuji.

Al maig de 2012 la Galeria de Subhastes Westlicht, a Viena, va subhastar una càmera Leica de la sèrie-0, la qual va ser venuda per 2,16 milions d'euros. Aquestes càmeres són molt valuoses perquè es coneix que hi ha solament 12 exemplars, i pel seu valor en la història de la fotografia.

### Llista de càmeres

#### Primers models
- Leica I - es va introduir per primera vegada en el mercat a la fira de primavera de 1925 a Leipzig, basada en el prototip Ur-Leica desenvolupat per Barnack el 1913 i el Prototyp 1 desenvolupat en 1923. Seguit per Leica Luxur i Leica Compur (1 total de 60,586 dels models Leica i, Luxur i Compur van ser fets). Les lents intercanviables per a aquests es van introduir el 1930.

Sèrie Leica de 35 mm amb lents intercanviables d'estil Leica per a muntatge en el cos:
- Leica Standard - 1932. La primera càmera Leica dissenyada amb una distància de pel·lícula a lent de brida de 28.8 mil·límetres.
- Leica II - 1932. La primera càmera Leica amb telèmetre.
- Leica III - 1933. Leica incorpora velocitats d'obturació lentes en aquest model.

#### Sèrie C (apuntar i disparar)
- AF-C1 (1989)
- C2 Zoom (1991)
- Z2X (1997)
- Leica CM 40 mm
- Leica CM Zoom

#### Mini sèrie
- Leica Mini (1991)
- Leica Mini II (1993)
- Leica Mini Zoom (1993)
- Leica Mini III (1995)

#### Sèrie Minilux
- Leica Minilux 40 mm (1995)
- Leica Minilux Zoom (1998)

#### Sèrie Cx
- C1 (2000)
- C2 (2002) fet a la Xina
- C3 (2002)

#### Sèrie M (telèmetre) de pel·lícula
La "M" dins de la nomenclatura d'aquesta sèrie de càmeres prové de la primera inicial de "Meßsucher" (o "Messsucher"), que és la paraula alemanya per "Telèmetre".
- M3 - 1954-1966 (Total d'200,000 unitats fabricades) Presentat en l'exposició alemanya de Photokina el 1954, el M3 va ser el primer de la sèrie M d'Leica, una línia que encara es fabrica avui, i va presentar el primer cos de Leica amb una muntura estil baioneta per a lents intercanviables. En un anunci de 1956, es va considerar com una "inversió de per vida a la fotografia perfecta". El M3 té un cercador de magnificació 0.92, el més alt de qualsevol càmera M feta. El preu d'aquesta gran ampliació va ser que una lent de 35 mm requeria "ulleres" que s'ajustaven a les finestres de vista / telèmetre per facilitar una vista més àmplia. La pel·lícula M3 s'avançava a través d'una palanca en lloc d'una perilla, els primers M3 van requerir 2 cops per avançar la pel·lícula, després de 1958 els M3 van ser de carrera única. Els primers M3 mancaven d'una palanca selectora de vista prèvia de fotogrames per passar d'trames.
- MP - 1956-1957 (es van fabricar 402 jocs en total). El MP original es va basar en el M3 i podria equipar-se amb un dispositiu de bobinador de gallet Leicavit. MP originalment significava "M Professional"; va ser pensat com la càmera d'un fotoperiodista.
- M2 - 1958-1967 (es van fabricar 88,000 jocs). Una versió reduïda i de menor cost del M3, el M2 tenia un telèmetre simplificat de 0.72 augments, el que permet un ús més fàcil de lents de 35 mm. L'ampliació de 0.72 es va convertir en l'ampliació estàndard del visor per a futures càmeres M. El M2 no tenia el comptador de fotogrames amb restabliment automàtic del seu predecessor.
- M1 - 1959-1964 (es van fabricar 9,392 jocs). Una versió reduïda del M2 per a ús científic / tècnic, el M1 era una càmera de visor sense telèmetre incorporat. Reemplaçat en 1965 pel MD (sense visor), i el MDa (basat en el M4) (1967), i finalment el MD-2 (basat en el M4-2) (1980).
- M4 - 1967-1975 (es van fabricar 50,000 jocs); 1974-1975 (es van fabricar 6.500 jocs). Amb marcs de telèmetre addicionals per a lents de 35 mm i 135 mm. Va introduir la maneta de rebobinat inclinat (la M anterior tenia perillós de rebobinat). Amb el M5, va ser l'última càmera M que té un Auto-.
- M5 - 1971-1975 (es van fabricar 31,400 sets). Amb un mesurador de llum TTL integrat addicional. La funcionalitat addicional requeria un cos redissenyat i més gran en comparació amb les dimensions M3 tradicionals. Certs objectius de gran angular (primers 21 mm f4.0 i f3.4) no podien utilitzar-se en la càmera sense modificacions a causa de la possibilitat de danyar l'element posterior de l'objectiu o el braç del mesurador. Per raons similars, les lents plegables no podrien col·lapsar-se en el M5. Aquestes restriccions també es van aplicar per Leica CL (a baix). Amb el M4, l'última càmera M té temporitzador automàtic.
- CL - 1973-1976 (el compacte Leica). Leitz Minolta CL, presentat amb dues lents especials per a aquest model: el Summicron-C f2 de 40 mm i el Elmar-C f4 de 90 mm. Mesura interna similar a la cel M5 - CDS en una tija oscil·lant. El CL també es destaca per ser l'única càmera de baioneta M que té un obturador de desplaçament vertical. Posteriorment, Minolta va fabricar i vendre una versió electrònica millorada, Minolta CLE amb exposició automàtica, mesurament TTL fora de pel·lícula i mesurament TTL Flash, juntament amb tres lents M-Rokkor, 40 mm / f2, 28 mm / f2.8 i 90 mm / f4.
- M4-2 - 1977-1980 (es van fabricar 17,000 jocs). First M fabricat des de 1975, amb engranatges més forts per suportar un motor drive. Va ser la primera M amb una sabata per flasheig electrònic. Sense Auto-Fet a Canadà.
- M4-P - 1980-1986. Marges de telèmetre addicionals per a les lents de 28 mm i 75 mm.
- Leica M6 Black Chrome
- M6 - 1984-1998. Una càmera que va combinar primer el factor de forma M3 amb un mesurador de llum modern i sense llum, sense parts mòbils i fletxes LED a la pantalla. Informalment es coneix com el M6 "Classic" per distingir-lo dels models "M6 TTL", i per a indicar les seves dimensions "Classic" M3.
- M6J - 1994. Una edició de col·leccionista de 1.640 càmeres per celebrar el 40 aniversari del Sistema Leica M. Notable per la seva introducció del cercador d'augment 0.85, el primer cercador d'alta magnificació des de 1966, i la base per a les càmeres 0.85 a seguir partir de 1998.
- M6 0.85 - 1998. El M6 podria ordenar-se opcionalment amb un visor d'augment de 85 per facilitar l'enfocament amb objectius llargs i un enfocament més precís amb objectius ràpids, com el Noctilux de 50 mm / f1.0 i el Summilux de 75 mm /f1.4. Els marcs de 28 mm s'eliminen en aquest model. Es van fer 3,130 d'aquestes càmeres (totes de crom negre), de manera que es troben entre els M6 no commemoratius més rars.
- Leica M9 amb una lent ASPH Summicron-M 28/2
- M6 TTL - 1998-2002. Amb versions de visor .72 i .85. Des de 2000, la càmera del visor .58 s'afegeix a la línia. Flash TTL compatible. Els components electrònics afegits agregar 2 mm d'altura a la placa superior, i el dial de l'obturador es va invertir pel que fa als models anteriors (tradicionalment, girant cap a la dreta augmentava la velocitat de l'obturador).
- M7 -2002- model actual (a partir del 2015). Té exposició TTL, prioritat d'obertura i exposició manual, obturador electrònic i dues velocitats mecàniques de 1/60 i 1/125. Ve en els formats de visor .58, .72 i .85, cadascun amb diferents línies de traços brillants. La mateixa placa superior més alta i el dial de l'obturador en sentit contrari a les agulles del rellotge com el M6 TTL. Leica fins i tot va produir un M7 fet de titani sòlid, i el va oferir en un kit amb 1 o més lents de color similar al titani.
- MP - 2003 - model actual (a partir del 2015). Pel·lícula de 35 mm. Un homenatge al MP original, el nou MP (aquest cop representa la "Perfecció mecànica") s'assembla estèticament a l'original (fins i tot fins a canviar la maneta de rebobinat a una perilla) però funcionalment més proper al M6 Classic. Una millora notable sobre el M6 va ser la modificació del telèmetre per eliminar la flamarada. El Leicavit M és un accessori introduït amb el nou MP, que permet el xut del vent amb la mà dreta a velocitats de fins a 2-2.5 fotogrames per segon. El MP està disponible en crom i pintura negra i amb visors de 58, 72 i 85 d'augment.
- M-A (typ 127) - 2014 - model actual (a partir del 2015). Una càmera de pel·lícula de 35 mm sense mesurador de llum o altres components electrònics. Està disponible en crom platejat o crom negre, i té un visor d'ampliació .72 de sèrie.
- Programa a la carta com a tal. Programa per facilitar combinacions personalitzades d'acabat de metall, tipus de cuir, augment de visor i gravat personalitzat.

#### Sèrie digital M
M8 - 2006-09. El M8 va ser el primer M digital introduït, amb un sensor de 10.3 megapíxeles. El sensor és un cultiu 1.3 de la pel·lícula estàndard de 35 mm, que dona al M8 una perspectiva ampliada en comparació amb els seus predecessors.
M8.2 - 2008-09. Una edició lleugerament actualitzada de la Leica M8, amb una pantalla de pantalla LCD de vidre de safir més silenciós, recobriments de cuir nous, etc. Perquè tant els sensors M8 i M8.2 no tenen un filtre infraroig, un filtre de tall IR enfront de la lent és necessari per fer uns colors de material sintètic correctament.
M9 - 2009: la primera càmera digital fotogràfica completa de la sèrie, presentada el 9 de setembre de 2009.
M9-P - 2011 - model actual. La càmera digital de fotograma complet amb un aspecte clàssic, presentada al juny/juliol de 2011.
M Monochrom - 2012 - Anunciat al maig de 2012, programat per a la venda al detall al juliol de 2012. Una versió del M9 que dispara exclusivament en monocrom. El sensor no té tant una matriu de filtre de color com un filtre anti-àlies.
M-E (Tipus 220) - 2012 - Anunciat al setembre de 2012, model de nivell d'entrada en el rang de càmeres digitals Full Leica M.
M (Tipus 240) - 2012 - Anunciat al setembre de 2012.
M-P (Tipus 240) - 2014 - Anunciat a l'agost de 2014, 2GB de memòria intermèdia i safata LCD.
Leica M Monochrom (Tipus 246) - 2015 - Anunciada a l'abril de 2015, 2GB de memòria intermèdia i safata LCD.
Leica M (Typ 262) - 2015 - Anunciat al novembre de 2015, No hi ha cap vídeo i pantalla en viu, placa superior d'alumini.
Leica M-D (Tipus 262) - 2016 - Anunciat a l'abril de 2016, Sense pantalla posterior.
Leica M10 - 2017 - Anunciada el gener de 2017, la càmera digital més prima de les càmeres M fins a la data, dimensions idèntiques com les càmeres de pel·lícula de la sèrie M, control ISO a la placa superior, visor d'augment de 0,73x. Pel costat de l'especificació tècnica, disposa d'un sensor CMOS de fotograma complet de 24×36 realitzat especialment per a M10. La sensibilitat es troba entre 100 i 50.000 ISO. Permet disparar fins a 5 fotogrames per segon. El xassís està fet d'aliatge de magnesi. Es pot connectar a un telèfon intel·ligent mitjançant Wi-Fi amb l'aplicació M-App.

### Llista d'òptiques Leica

#### Leica M
La serie Leica M és la pròpia de Leica, és a dir, on l'empresa té els seus orígens i on ha desenvolupat més tecnologia. Si en la sèrie R ha necessitat altres fabricants per al disseny de les seves lents, en la M és tot al contrari. Es tracta d'objectius de dimensions molt reduïdes i d'una perfecció extrema. La serie M constitueix l'avantguarda de la tecnologia òptica a nivell general juntament amb Carl Zeiss. Pràcticament tots els models actuals són esfèrics (ASPH) és a dir que tenen una o dues lents esfèriques destinades a corregir les anomalies que es produeixen en totes les lents en els extrems.

##### Llista d'òptiques Leica M
- Elmarit-M Asph. 21 mm f/2.8
- Elmarit-M Asph. 24 mm f/2.8
- Summicron-M Asph. 28 mm f/2
- Elmarit-M 28 mm f/2.8
- Elmarit-M Asph. 28 mm f/2.8 (sept. 2006)
- Summilux-M Asph. 35 mm f/1.4
- Summicron-M Asph. 35 mm f/2
- Summilux-M Asph. 50 mm f/1.4
- Summicron-M 50 mm f/2
- Noctilux-M 50 mm f/1
- Elmar-M 50 mm f/2.8
- Summilux-M 75 mm f/1.4
- Apo-Summicron-M Asph. 75 mm f/2
- Apo-Summicron-M Asph. 90 mm f/2
- Elmarit-M 90 mm f/2.8
- Elmarit 135 mm f/2.8
- Apo-Telyt-M 135 mm f/3.4
- Macro-Elmar-M 90 mm f/4
- Tri-Elmar-M Asph. 28-35-50 mm f/4
- Tri-Elmar-M Asph. 16-18-21 mm f/4 (sept. 2006)

##### Llista d'òptiques de Leica screwmount (M39)
- Elmar 50 mm f/3.5 colapsible
- Hektor 50 mm f/2.5 colapsible
- Summar 50 mm f/2 colapsible i rígida (molt rar)
- Xenon 50 mm f/1.5 rígida
- Summitar 50 mm f/2 colapsible
- Summarit 50 mm f/1.5 colapsible
- Summicron 50 mm f/2 colapsible (1953)

#### Leica R
Leica també produeix càmeres SLR (Reflex), va començar amb la Leicaflex, seguida per la SL, la SL2 i per les R, des de la R3 a la R7, que van ser fabricades inicialment en col·laboració amb Minolta. Posseïen un obturador electrònic, menys la R6 que era completament mecànica, excepte exposímetre que si era electrònic. La R8 va ser redissenyada i va fabricada íntegrament per Leica, amb un cos més gran i un look nou i distintiu. El model actual és la Leica R9, que té un Mòdul Digital opcional Leica DMR, fet que la converteix en l'única camèra de 35 mm hibrida que hi ha al mercat.

##### Llista d'òptiques Leica R
- Leica 15 mm f/3.5 Super-Elmar-R - 1980 (disseny de Carl Zeiss)
- Leica 15 mm f/2.8 Super-Elmarit-R ASPH - 2001 (disseny de Schneider-Kreuznach)
- Leica 16 mm f/2.8 Fisheye-Elmarit-R - 1970 (disseny de Minolta)
- Leica 19 mm f/2.8 Elmarit-R 1a versió
- Leica 19 mm f/2.8 Elmarit-R 2a versió - 1990
- Leica 21 mm f/4.0 Super-Angulon-R - 1968-1992 (disseny de Schneider-Kreuznach)
- Leica 21 mm f/3.4 Super-Angulon-R - 1968 (disseny de Schneider-Kreuznach)
- Leica 24 mm f/2.8 Elmarit-R (disseny de Minolta)
- Leica 28 mm PC-Super-Angulon-R (disseny de Schneider-Kreuznach)
- Leica 28 mm f/2.8 Elmarit-R 1a versió - 1970
- Leica 28 mm f/2.8 Elmarit-R 2a versió - 1994
- Leica 35 mm f/4.0 PA-Curtagon-R (disseny de Schneider-Kreuznach)
- Leica 35 mm f/2.8 Elmarit-R 1a versió - 1964
- Leica 35 mm f/2.8 Elmarit-R 2a versió
- Leica 35 mm f/2.8 Elmarit-R 3a versió
- Leica 35 mm f/2.0 Summicron-R 1a versió - 1970
- Leica 35 mm f/2.0 Summicron-R 2a versió - 1976
- Leica 35 mm f/1.4 Summilux-R
- Leica 50 mm f/2.0 Summicron-R 1a versió - 1964
- Leica 50 mm f/2.0 Summicron-R 2a versió - 1977
- Leica 50 mm f/1.4 Summilux-R 1a versió
- Leica 50 mm f/1.4 Summilux-R 2a versió
- Leica 50 mm f/1.4 Summilux-R 3a versió - 1997 (ROM contacts)
- Leica 60 mm Macro-Elmarit-R 1a versió - 1972
- Leica 60 mm Macro-Elmarit-R 2a versió
- Leica 75 mm f/2.0 Elcan-R code C-341 - Extremadament rar
- Leica 80 mm f/1.4 Summilux-R
- Leica 90 mm f/2.8 Elmarit-R 1a versió- 1964-1996
- Leica 90 mm f/2.8 Elmarit-R 2a versió- 1983
- Leica 90 mm Summicron-R 1a versió- 1969
- Leica 90 mm Summicron-R 2a versió-
- Leica 90 mm APO-Summicron-R ASPH - 2002
- Leica 90 mm f/1.0 Elcan-R - Extremadament rar
- Leica 100 mm f/4.0 Macro-Elmar-R versió manxa
- Leica 100 mm f/4.0 Macro-Elmar-R versió helicoidal
- Leica 100 mm f/2.8 APO-Macro-Elmarit-R
- Leica 135 mm f/2.8 Elmarit-R 1a versió - 1965
- Leica 135 mm f/2.8 Elmarit-R 2a versió
- Leica 180 mm Elmar-R - 1976
- Leica 180 mm f/2.8 Elmarit-R 1a versió
- Leica 180 mm f/2.8 Elmarit-R 2a versió
- Leica 180 mm f/3.4 APO-Telyt-R - 1975-1998
- Leica 180 mm f/2.8 APO-Elmarit-R - 1998
- Leica 180 mm f/2.0 APO-Summicron-R
- Leica 180 mm f/3.4 Elcan-R code C-303 - Extremadament rar
- Leica 250 mm f/4.0 Telyt-R 1a versió -
- Leica 250 mm f/4.0 Telyt-R 2a versió
- Leica 280 mm f/4.8 Telyt-V
- Leica 280 mm f/4.0 APO-Telyt-R
- Leica 280 mm f/2.8 APO-Telyt-R - 1984-1997
- Leica 350 mm f/4.8 Telyt-R
- Leica 400 mm f/6.8 Telyt-R - 1968-1994
- Leica 400 mm f/5.6 Telyt-R
- Leica 400 mm f/2.8 APO-Telyt-R - 1992-1996
- Leica 450 mm f/5.6 Elcan-R, code C-329 - Extremadament rar
- Leica 500 mm f/8 MR-Telyt-R
- Leica 560 mm f/6.8 Telyt-R - 1971-1995
- Leica 560 mm f/5.6 Telyt-R - 1966-1973
- Leica 800 mm f/6.3 Telyt-S - 1972-1995
- Leica modular APO-Telyt-R 260/400/560 head
- Leica modular APO-Telyt-R 400/560/800 head
- Leica 21 mm-35 mm f/3.5-f/4.0 Vario-Elmar-R zoom - 2002
- Leica 28 mm-70 mm f/3.5-f/4.5 Vario-Elmar-R zoom (disseny de Sigma)
- Leica 28 mm-90 mm f/3.5-f/4.5 Vario-Elmar-R zoom
- Leica 70-180 mm f/2.8 Vario-APO-Elmarit-R zoom
- Leica 35-70 f/4.0 Vario-Elmar-R zoom
- Leica 35-70 mm f/3.5 Vario-Elmar-R zoom (disseny de Minolta)
- Leica 35-70 mm Vario-Elmarit-R ASPH zoom - 2000 només es van fer 200)
- Leica 70-210 mm f/4.0 Vario-Elmar-R zoom (disseny de Minolta)
- Leica 75-200 mm f/4.5 Vario-Elmar-R - 1976-1984 (disseny de Minolta)
- Leica 80-200 mm f/4.5 Vario-Elmar-R zoom (disseny de Minolta)
- Leica 80-200 mm f/4.0 Vario-Elmar-R zoom
- Leica 105-280 mm f/4.2 Vario-Elmar-R zoom

#### Llista d'òptiques Leica S
- Super-Elmar-S 1:3.5/24 mm Aspherical
- Elmarit-S 1:2.8/30 mm Aspherical
- Elmarit-S 1:2.8/30 mm Aspherical CS
- Summarit-S 1:2.5/35 mm Aspherical
- Summarit-S 1:2.5/35 mm Aspherical CS
- Elmarit-S 1:2.8/45 mm Aspherical
- Elmarit-S 1:2.8/45 mm Aspherical CS
- Summarit-S 1:2.5/70 mm Aspherical
- Summarit-S 1:2.5/70 mm Aspherical CS
- Summicron-S 1:2/100 mm Aspherical
- Apo-Macro-Summarit-S 1:2.5/120 mm
- Apo-Macro-Summarit-S 1:2.5/120 mm CS
- TS-APO-Elmar-S 1:5.6/120 mm Aspherical
- Apo-Elmar-S 1:3.5/180 mm Aspherical
- Apo-Elmar-S 1:3.5/180 mm Aspherical CS
- Vario-Elmar-S 1:3.5-5.6/30–90 mm Aspherical

##### Llista d'òptiques Leica SL
- Vario-Elmarit-SL 1:2.8-4 / 24-90 ASPH.
- APO-Vario-Elmarit-SL 1:2.8-4 / 90-280
- Summilux-SL 1:1.4 / 50 ASPH.
- APO-Summicon-SL 1:2 / 75 ASPH
- APO-Summicon-SL 1:2 / 90 ASPH
- Summicon-SL 1:2 / 35 ASPH
- Super-Vario-Elmar-SL 1:3.5-4.5 / 16-35 ASPH

#### Llista d'òptiques Leica Summilux-C
- 16 mm T/1.4
- 18 mm T/1.4
- 21 mm T/1.4
- 25 mm T/1.4
- 29 mm T/1.4
- 35 mm T/1.4
- 40 mm T/1.4
- 50 mm T/1.4
- 65 mm T/1.4
- 75 mm T/1.4
- 100 mm T/1.4
- 135 mm T/1.4

#### Llista d'òptiques Leica Summicron-C
- 15 mm T/2.0
- 18 mm T/2.0
- 21 mm T/2.0
- 25 mm T/2.0
- 29 mm T/2.0
- 35 mm T/2.0
- 40 mm T/2.0
- 50 mm T/2.0
- 75 mm T/2.0
- 100 mm T/2.0
- 135 mm T/2.0

## Tecnologia Leica
Leitz va ser també responsable de nombroses innovacions òptiques (va ser el primer a produir lents asfèriques, primer a usar lents multicapa, per nomenar unes quantes). Dels anys 30 als anys 50, les Leica van competir amb les alemanyes Contax per ser la càmera més complexa i més ben construïda del mercat. Les lents Leica van ser origen d'un mite que deia que les fotografies fetes amb elles eren fàcilment identificables davant de fotografies fetes amb altres lents.
Leica va produir tard models amb exposició automàtica.
Òptiques zoom
Leica no va començar a fabricar òptiques zoom fins als anys vuitanta, ja que implicaven una pèrdua de qualitat. Als anys noranta les seves òptiques zoom ja havien arribat a nivells de perfecció molt elevats. L'any 2002 Leica va començar a introduir les primeres òptiques zoom amb tecnologia ASPH per tal d'acostar la qualitat a la de les òptiques fixes. Leica no ha fabricat encara òptiques autofocus.